# Podział administracyjny Kościoła katolickiego w Turcji
Podział administracyjny Kościoła katolickiego w Turcji – w ramach Kościoła katolickiego w Turcji odrębne struktury mają:
- Kościół katolicki obrządku łacińskiego (Kościół rzymskokatolicki)
- Kościół katolicki obrządku ormiańskiego
- Kościół katolicki obrządku chaldejskiego
- Kościół katolicki obrządku bizantyjsko-greckiego
- Kościół katolicki obrządku syryjskiego

## Obrządek łaciński

### Diecezje podległebezpośredniodoStolicy Apostolskiej
- Archidiecezja izmirska
- Wikariat apostolski Anatolii
- Wikariat apostolski Stambułu

## Obrządek ormiański
- Archieparchia Konstantynopola[1]

## Obrządek chaldejski
- Archiperachia Diyarbakır[2]

## Obrządek grecki
- Egzarchat apostolski Istambułu[3]

## Obrządek syryjski
- Egzarchat patriarszy Turcji[4]